# 푸줄리나
푸줄리나(Fusulina) 또는 방추충(紡錘蟲)은 방해석 미세 입자로 구성된 단세포 유공충이다. 실루리아기 초기부터 페름기 후기끼지 생존했으며, 페름기 말기에 멸종하였다.

## 발견과 특징

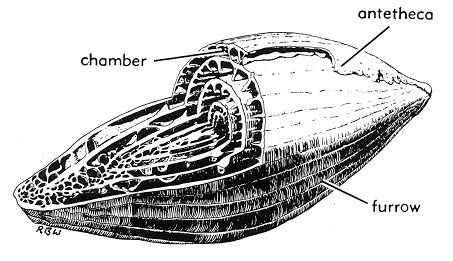
푸줄리나를 자른 모습

푸줄리나의 화석은 남극을 제외한 모든 대륙에서 발견되었다. 주로 열대에서 아열대 지역에 걸친 얕은 바다에서 대량으로 서식했고, 이 개체들은 석탄기에 전성기를 맞이하였으며, 페름기에 접어들어 그 수가 점차 감소했다.
초기의 푸줄리나는 미세하고, 평면나선형으로 감겨 있는 형태가 대부분이었으며, 이후 렌즈 모양, 구형, 길쭉한 쌀 모양 등 다양한 모양으로 진화했다. 푸줄리나는 일반적으로 5cm까지 자랐지만, 일부는 최대 14cm까지도 자라났다고 학계에서 보고되었다.